# Utilisation frauduleuse des instruments de paiement

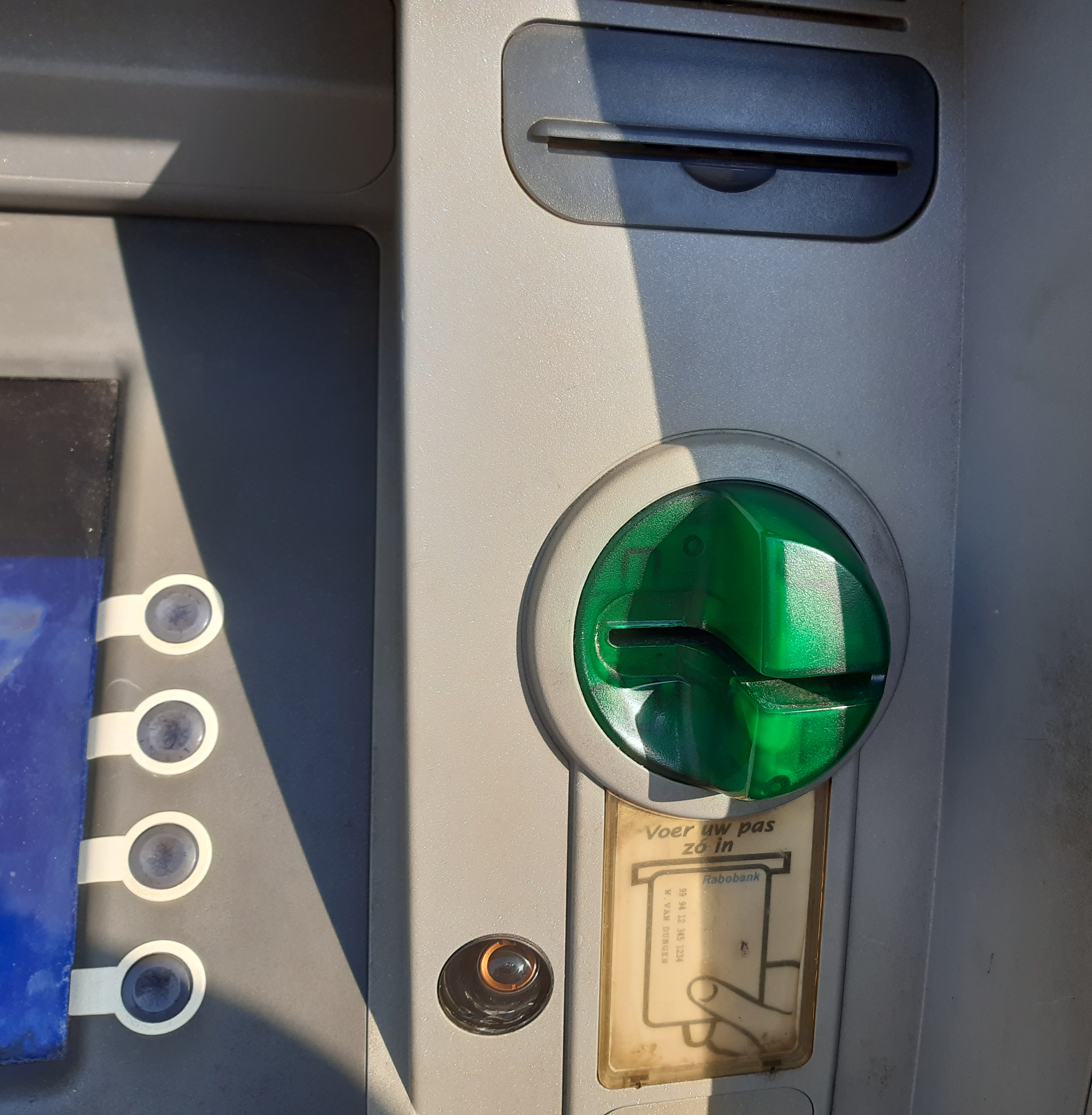
Pièce supplémentaire pour éviter de frauder au distributeur automatique de billets néerlandais

L’utilisation frauduleuse d'un instrument de paiement est un délit commis en utilisant un moyen de paiement tel qu'une carte de paiement, un chèque, un virement, ou autres services de paiement. Elle s'accompagne fréquemment d'une usurpation d'identité. Les fraudes les plus répandues impliquent des cartes de crédit ou des cartes de débit.
Le but peut être d'obtenir des biens ou des services ou d'effectuer un paiement sur un autre compte, qui est contrôlé par un criminel. La Norme de sécurité des données de l'industrie des cartes de paiement (Payment Card Industry Data Security Standard ou PCI DSS) est la norme de sécurité des données créée pour aider les institutions financières à traiter les paiements par carte en toute sécurité et à réduire la fraude par carte.
La fraude par carte de crédit peut être autorisée, lorsque le client authentique traite lui-même le paiement vers un compte qui est contrôlé par un criminel, ou non autorisée, lorsque le titulaire du compte ne donne pas l'autorisation de procéder au paiement et que la transaction est effectuée par un tiers. En 2018, les pertes liées à la fraude financière non autorisée à travers les cartes de paiement et la banque à distance ont totalisé 844,8 millions de livres sterling au Royaume-Uni. Alors que les banques et les sociétés de cartes ont empêché 1,66 milliard de livres de fraude non autorisée durant la même année. Cela équivaut à 2 £ sur 3 £ de tentatives de fraude arrêtées.
La fraude par carte de crédit peut se produire lorsque des utilisateurs non autorisés accèdent aux informations relatives à la carte de crédit d'une personne afin d'effectuer des achats, d'autres transactions ou d'ouvrir de nouveaux comptes. Parmi les exemples de fraude par carte de crédit, on peut citer la fraude par prise de contrôle de compte, la fraude par ouverture de compte, les cartes clonées et les fraudes sans carte présentée. Ces accès non autorisés se produisent par le biais de l'hameçonnage, de le Skimming et du partage d'informations par un utilisateur, souvent à son insu. Toutefois, ce type de fraude peut être détecté grâce à l'intelligence artificielle et à l'apprentissage automatique, et les émetteurs, les institutions et les détenteurs de cartes peuvent l'empêcher. Selon un rapport annuel de 2021, environ 50 % des Américains ont été victimes d'un débit frauduleux sur leur carte de crédit ou de débit, et plus d'un titulaire de carte de crédit ou de débit sur trois a été victime d'une fraude à plusieurs reprises. Cela représente 127 millions de personnes aux États-Unis qui ont été victimes d'un vol de carte de crédit au moins une fois.
Les régulateurs, les fournisseurs de cartes et les banques consacrent beaucoup de temps et d'efforts à collaborer avec les enquêteurs du monde entier dans le but de déjouer et arrêter les fraudeurs. L'argent des titulaires de cartes est généralement protégé par des réglementations qui rendent le fournisseur de cartes et la banque responsables des pertes. La technologie et les mesures de sécurité des cartes de crédit ne cessent de progresser, ajoutant ainsi des obstacles aux fraudeurs.

## Types de fraude à la carte de paiement
Il existe deux types de fraude à la carte : la fraude à la carte présente (moins fréquente de nos jours) et la fraude à la carte non présente (plus fréquente). La compromission peut se produire de plusieurs manières et se fait généralement à l'insu du titulaire de la carte. L'internet a rendu les failles dans la sécurité des bases de données particulièrement coûteuses ; dans certains cas, des millions de comptes ont été compromis.
Les cartes volées peuvent être signalées rapidement par les titulaires, mais les données d'un compte compromis peuvent être détenues par un fraudeur pendant des mois avant utilisation, ce qui rend difficile l'identification de la source de la compromission. Le titulaire de la carte peut ne pas découvrir l'utilisation frauduleuse de sa carte avant de recevoir son relevé de compte. Les titulaires de cartes peuvent atténuer ce risque de fraude en vérifiant fréquemment leur compte pour s'assurer qu'il n'y a pas de transactions suspectes ou inconnues.
Lorsqu'une carte de crédit est perdue ou volée, elle peut être utilisée pour des achats illicites jusqu'à ce que le titulaire en informe la banque émettrice et que celle-ci bloque le compte. La plupart des banques disposent de numéros de téléphone gratuits, accessibles 24 heures sur 24, afin d'encourager une déclaration rapide. Toutefois, il est possible qu'un voleur effectue des achats avec une carte avant que celle-ci ne soit annulée.

## Prévention de la fraude à la carte de paiement
Les informations relatives aux cartes sont stockées sous plusieurs formes. Les numéros de carte - officiellement le numéro de compte primaire (Primary Account Number ou PAN) - sont souvent gravés ou imprimés sur la carte, et une bande magnétique au verso contient les données dans un format lisible par une machine. Les champs peuvent varier, mais les plus courants sont le nom du titulaire de la carte, le numéro de la carte, la date d'expiration et le code de sécurité.
En Europe et au Canada, la plupart des cartes sont équipées d'une puce EMV qui nécessite la saisie d'un code PIN de 4 à 6 chiffres dans le terminal du commerçant avant que le paiement ne soit autorisé. Toutefois, le code PIN n'est pas nécessaire pour les transactions en ligne. Dans certains pays européens, les acheteurs utilisant une carte sans puce peuvent se voir demander une pièce d'identité avec photo au point de vente.
Dans certains pays, le titulaire d'une carte de crédit peut effectuer un paiement sans contact pour des biens ou des services en tapant sa carte contre un lecteur RFID ou NFC sans avoir besoin d'un code PIN ou d'une signature si le coût est inférieur à une limite prédéterminée. Toutefois, une carte de crédit ou de débit volée peut être utilisée de cette façon pour un certain nombre de petites transactions avant que l'activité frauduleuse ne soit signalée.
Les émetteurs de cartes disposent de plusieurs contre-mesures, dont un logiciel capable d'estimer la probabilité d'une fraude. Par exemple, une transaction importante effectuée à une grande distance du domicile du titulaire de la carte peut sembler suspecte. Le commerçant peut recevoir l'instruction d'appeler l'émetteur de la carte pour vérification ou de refuser la transaction, voire de conserver la carte et de refuser de la rendre au client.

## Types de fraude à la carte de paiement

### Vol d'identité
Il y a vol d'identité lorsqu'une personne utilise des documents volés ou falsifiés pour ouvrir un compte au nom d'une autre personne. Les criminels peuvent voler ou falsifier des documents tels que des factures de services publics et des relevés bancaires afin d'établir un profil personnel. Lorsqu'un compte est ouvert à l'aide de documents faux ou volés, le fraudeur peut alors retirer de l'argent ou obtenir un crédit au nom de la victime.

## Types d'utilisations frauduleuses

### Vol physique des instruments
Le vol, comme la perte, sont le premier stade de l'utilisation frauduleuse des cartes de paiement.

### Détournement des données

#### Intrusion dans les bases de données
Les données bancaires peuvent être détournées par piratage informatique.

#### Contrefaçon
La contrefaçon des instruments de paiement nécessite que ce dernier ait un corps ou un support physique (comme les cartes de paiement).
Une technique connue sous le nom de skimming consiste à reproduire la carte de paiement et notamment la bande magnétique.

#### Captation
Les informations - numéro de la carte et touches du clavier de saisie du code - peuvent être obtenues à l'aide d'une caméra vidéo dissimulée.

## Mesures de lutte contre la fraude
Mécanismes de sécurité :
- EMV
- 3-D Secure